# Hawar Mulla Mohammed
Hawar Mulla Mohammed Taher Zebari (Al-Mawsil, 1 de junho de 1981) é um ex-futebolista profissional iraquiano, que atuava como meia.

## Carreira
Mulla Mohammed integrou o elenco da Seleção Iraquiana de Futebol, nas Olimpíadas de 2004. 